# Brendan Bechtel

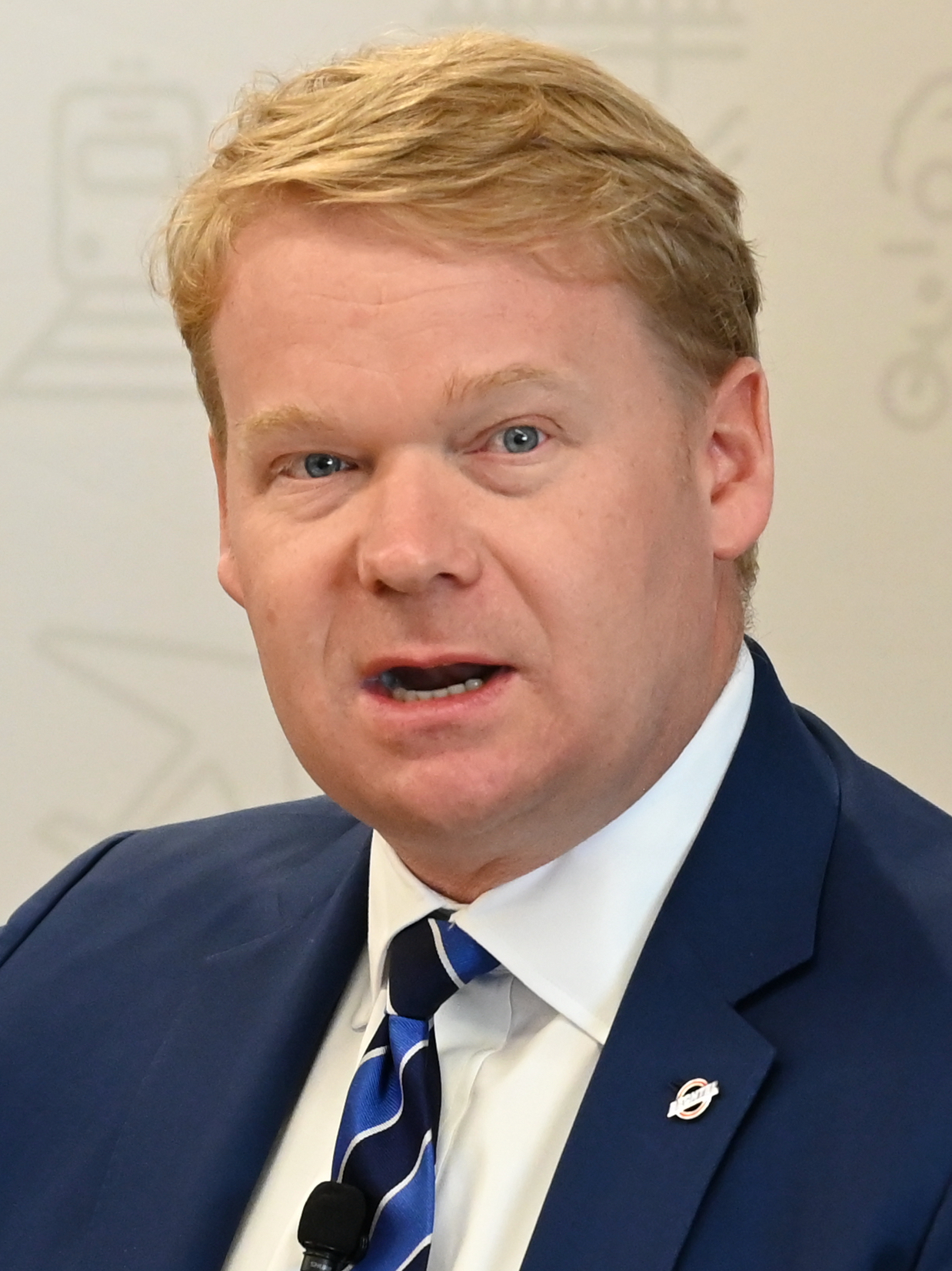
Brendan Bechtel (2023)

Brendan Peters Bechtel (* 1981) ist ein US-amerikanischer Manager, der Chairman und Chief Executive Officer der Bechtel Corporation ist. Er ist der Ururenkel des Firmengründers Warren A. Bechtel und wurde im Alter von 35 Jahren zum CEO ernannt. Er ist damit die fünfte Generation der Familie Bechtel, die das seit 1898 in Privatbesitz befindliche Unternehmen leitet. Die Familie Bechtel kontrolliert 40 Prozent der Anteile an der Bechtel Corporation, weshalb ihr Vermögen auf knapp 12 Milliarden US-Dollar (Stand: Mai 2025) geschätzt wird.

## Laufbahn
Brendan ist der Sohn von Riley P. Bechtel (ehemaliger CEO und Chairman der Bechtel Corporation) und das älteste von drei Kindern. Im Alter von drei Jahren lebte er mit seiner Familie in einem Wohnwagen auf einer Bechtel-Baustelle in Borneo. In seiner Highschoolzeit arbeitete er erstmals als Praktikant für das Familienunternehmen im Alter von 14 Jahren.
Im Jahr 2003 schloss er sein Studium am Middlebury College mit einem Bachelor of Arts in Geografie ab. Als Mitglied der Bechtel-Familie durfte er gemäß den Unternehmensregeln erst dann bei Bechtel einsteigen, wenn er mindestens zwei Jahre lang vollzeitlich woanders gearbeitet hatte. Nachdem er für den gemeinnützigen Conservation Fund gearbeitet hatte, studierte er an der Stanford University und erwarb einen Master of Business Administration sowie einen Master of Science in Ingenieurswesen mit den Schwerpunkten Bauingenieurwesen und Baumanagement.
Er begann 2010 für die Bechtel Corporation zu arbeiteten, wobei er in der Arbeit an Großprojekten in Australien und den Vereinigten Staaten auf die Rolle als CEO vorbereitet wurde. Von 2014 bis 2016 war er als Präsident und Chief Operating Officer tätig. Brendan wurde im September 2016 zum CEO der Bechtel Group ernannt und trat damit die Nachfolge von Bill Dudley an. Dudley war Ende 2013 zum CEO ernannt worden, als Riley Bechtel vier Jahre früher als geplant als CEO zurücktrat, nachdem bei ihm die Parkinson-Krankheit diagnostiziert worden war. 2017 wurde Brendan Bechtel auch zum Chairman der Bechtel Corporation. 2018 ließ er den Unternehmenssitz von San Francisco nach Reston, Virginia verlegen, einen Vorort von Washington, D.C.
Brendan Bechtel gehört dem Vorstand des Business Roundtable an und ist Vorsitzender seines Infrastrukturausschusses. Er ist außerdem Trustee der National Geographical Society und des Center for Strategic and International Studies sowie Mitglied des Council on Foreign Relations und der American Society of Association Executives. Bechtel gehört auch dem Beratergremium der Fremont Group an, dem privaten Investmentbüro der Familie Bechtel, das in Immobilien und Risikokapital investiert. 2017 wurde er Mitglied des Alfalfa Club, einem extrem exklusiven Dinnerclub, an dem die Politelite von Washington, D.C. und hochrangige Unternehmer teilnehmen. Im April 2020 wurde er in das Beratergremium von Präsident Donald Trump für die wirtschaftliche Erholung nach der weltweiten COVID-19-Pandemie berufen.